# Nilus Dorsa
I Nilus Dorsa sono una struttura geologica della superficie di Marte.